# Діктер Торо
Діктер Ганс Торо Кастанеда (ісп. Dicther Hans Toro Castañeda; нар. 3 січня 1995, Ла-Сеха, Антіокія) — колумбійський борець вільного та греко-римського стилів, дворазовий чемпіон та триразовий бронзовий призер Панамериканських чемпіонатів, срібний призер Панамериканських ігор, чемпіон та дворазовий срібний призер чемпіонатів Південної Америки, чемпіон та срібний призер Південноамериканських ігор, срібний призер Центральноамериканського і Карибського чемпіонату, дворазовий чемпіон та дворазовий бронзовий призер Боліваріанських ігор. Найбільші успіхи пов'язані з греко-римською боротьбою.

## Життєпис
Боротьбою почав займатися з 2007 року. У 2013 році став бронзовим призером Панамериканський чемпіонат з боротьби серед юніорів. Наступних два роки ставав чемпіоном цих змагань.
Виступає за клуб «Solo salud fitness» Ла-Сеха. Тренер — Давід Гутьєррес (з 2010).

## Спортивні результати на міжнародних змаганнях

### Виступи на Чемпіонатах світу
| Змагання                        | Збірна   | Вагова категорія                 | Місце |
| ------------------------------- | -------- | -------------------------------- | ----- |
| Чемпіонат світу з боротьби 2017 | Колумбія | греко-римська боротьба, до 59 кг | 29    |
| Чемпіонат світу з боротьби 2019 | Колумбія | греко-римська боротьба, до 60 кг | 22    |
| Чемпіонат світу з боротьби 2022 | Колумбія | греко-римська боротьба, до 60 кг | 19    |
| Чемпіонат світу з боротьби 2023 | Колумбія | греко-римська боротьба, до 60 кг | 29    |

### Виступи на Панамериканських чемпіонатах
| Змагання                                   | Збірна   | Вагова категорія                 | Місце  |
| ------------------------------------------ | -------- | -------------------------------- | ------ |
| Панамериканський чемпіонат з боротьби 2017 | Колумбія | греко-римська боротьба, до 59 кг | Бронза |
| Панамериканський чемпіонат з боротьби 2018 | Колумбія | греко-римська боротьба, до 60 кг | 5      |
| Панамериканський чемпіонат з боротьби 2019 | Колумбія | греко-римська боротьба, до 60 кг | Бронза |
| Панамериканський чемпіонат з боротьби 2020 | Колумбія | греко-римська боротьба, до 60 кг | Золото |
| Панамериканський чемпіонат з боротьби 2021 | Колумбія | греко-римська боротьба, до 60 кг | Золото |
| Панамериканський чемпіонат з боротьби 2022 | Колумбія | греко-римська боротьба, до 60 кг | Бронза |
| Панамериканський чемпіонат з боротьби 2023 | Колумбія | греко-римська боротьба, до 60 кг | 5      |
| Панамериканський чемпіонат з боротьби 2024 | Колумбія | греко-римська боротьба, до 60 кг | 5      |

### Виступи на Панамериканських іграх
| Змагання                  | Збірна   | Вагова категорія                 | Місце  |
| ------------------------- | -------- | -------------------------------- | ------ |
| Панамериканські ігри 2015 | Колумбія | греко-римська боротьба, до 59 кг | 9      |
| Панамериканські ігри 2019 | Колумбія | греко-римська боротьба, до 60 кг | Срібло |
| Панамериканські ігри 2023 | Колумбія | греко-римська боротьба, до 60 кг | 6      |

### Виступи на Чемпіонатах Південної Америки
| Змагання                                    | Збірна   | Вагова категорія                 | Місце  |
| ------------------------------------------- | -------- | -------------------------------- | ------ |
| Чемпіонат Південної Америки з боротьби 2013 | Колумбія | греко-римська боротьба, до 55 кг | Золото |
| Чемпіонат Південної Америки з боротьби 2014 | Колумбія | греко-римська боротьба, до 59 кг | Срібло |
| Чемпіонат Південної Америки з боротьби 2016 | Колумбія | греко-римська боротьба, до 59 кг | Срібло |

### Виступи на Південноамериканських іграх
| Змагання                       | Збірна   | Вагова категорія                 | Місце  |
| ------------------------------ | -------- | -------------------------------- | ------ |
| Південноамериканські ігри 2018 | Колумбія | греко-римська боротьба, до 60 кг | Срібло |
| Південноамериканські ігри 2022 | Колумбія | греко-римська боротьба, до 60 кг | Золото |

### Виступи на Центральноамериканських і Карибських іграх
| Змагання                                                | Збірна   | Вагова категорія                 | Місце |
| ------------------------------------------------------- | -------- | -------------------------------- | ----- |
| Центральноамериканські і Карибські ігри 2014 (Веракрус) | Колумбія | греко-римська боротьба, до 59 кг | 5     |
| Центральноамериканські і Карибські ігри 2018            | Колумбія | греко-римська боротьба, до 60 кг | 7     |

### Виступи на Центральноамериканських і Карибських чемпіонатах
| Змагання                                                       | Збірна   | Вагова категорія                 | Місце  |
| -------------------------------------------------------------- | -------- | -------------------------------- | ------ |
| Центральноамериканський і Карибський чемпіонат з боротьби 2018 | Колумбія | греко-римська боротьба, до 60 кг | Срібло |
| Центральноамериканські і Карибські ігри 2023                   | Колумбія | греко-римська боротьба, до 60 кг | 7      |

### Виступи на Боліваріанських іграх
| Змагання                 | Збірна   | Вагова категорія                 | Місце  |
| ------------------------ | -------- | -------------------------------- | ------ |
| Боліваріанські ігри 2013 | Колумбія | вільна боротьба, до 60 кг        | Бронза |
| Боліваріанські ігри 2013 | Колумбія | греко-римська боротьба, до 55 кг | Бронза |
| Боліваріанські ігри 2017 | Колумбія | греко-римська боротьба, до 59 кг | Золото |
| Боліваріанські ігри 2022 | Колумбія | греко-римська боротьба, до 60 кг | Золото |

### Виступи на інших змаганнях
| Змагання                                                        | Збірна   | Вагова категорія                 | Місце  |
| --------------------------------------------------------------- | -------- | -------------------------------- | ------ |
| Гран-прі Іспанії з боротьби 2019                                | Колумбія | греко-римська боротьба, до 60 кг | 5      |
| Олімпійський кваліфікаційний турнір з боротьби 2020 (Оттава)    | Колумбія | греко-римська боротьба, до 60 кг | Бронза |
| Турнір Дана Колова — Николи Петрова 2021                        | Колумбія | греко-римська боротьба, до 60 кг | Срібло |
| Олімпійський кваліфікаційний турнір з боротьби 2020 (Софія)     | Колумбія | греко-римська боротьба, до 60 кг | 18     |
| Олімпійський кваліфікаційний турнір з боротьби 2024 (Акапулько) | Колумбія | греко-римська боротьба, до 60 кг | 4      |

### Виступи на змаганнях молодших вікових груп
| Змагання                                                 | Збірна   | Вагова категорія                 | Місце  |
| -------------------------------------------------------- | -------- | -------------------------------- | ------ |
| Панамериканський чемпіонат з боротьби серед юніорів 2013 | Колумбія | греко-римська боротьба, до 55 кг | Бронза |
| Панамериканський чемпіонат з боротьби серед юніорів 2013 | Колумбія | вільна боротьба, до 60 кг        | 5      |
| Панамериканський чемпіонат з боротьби серед юніорів 2014 | Колумбія | греко-римська боротьба, до 55 кг | Золото |
| Чемпіонат світу з боротьби серед юніорів 2014            | Колумбія | греко-римська боротьба, до 55 кг | 17     |
| Панамериканський чемпіонат з боротьби серед юніорів 2015 | Колумбія | греко-римська боротьба, до 55 кг | Золото |
| Чемпіонат світу з боротьби серед молоді 2018             | Колумбія | греко-римська боротьба, до 60 кг | 15     |